# Lauriane Genest
Lauriane Genest (Montreal, 28 de mayo de 1998) es una deportista canadiense que compite en ciclismo en la modalidad de pista. Participó en los Juegos Olímpicos de Tokio 2020, obteniendo una medalla de bronce en la prueba de keirin.

## Medallero internacional
| Juegos Olímpicos | Juegos Olímpicos | Juegos Olímpicos  | Juegos Olímpicos |
| Año              | Lugar            | Medalla           | Competición      |
| ---------------- | ---------------- | ----------------- | ---------------- |
| 2020             | Tokio (Japón)    | Medalla de bronce | Keirin           |